# Bharthavudyogam
Bharthavudyogam is een Indiase film uit 2001, geregisseerd door Suresh Vinu, met Jagadish en Jagathy Sreekumar in de hoofdrol.

## Plot
Bharthavudyogam vertelt het verhaal van Unnikrishnan en Umadevi en de problemen in hun huwelijksleven. Ze komen vanuit een dorp naar de stad wanneer Umadevi een baan als bankmedewerker krijgt. Unnikrishnan moet nog een baan krijgen maar zou hetzelfde werk willen doen als Umadevi. Ze gaan in een huis wonen in een kolonie. Hun buren zijn Pratapan Nair en Sulochana. Umadevi's filiaalmanager Reji Menon is een streng officier maar hij houdt van Umadevi's efficiënte en harde werk. In de tussentijd zoekt Unnikrishnan nog steeds voor een fatsoenlijke baan, doet de huishoudelijke taken en past op hun zoon. Door constante aansporingen van zijn buren, begint hij te vermoeden dat Umadevi een affaire heeft met Reji Menon.

## rolverdeling
| Acteur                   | Personage            | Opmerkingen                 |
| ------------------------ | -------------------- | --------------------------- |
| Jagathy Sreekumar        | Mathan               |                             |
| Kalabhavan Mani          | Mathachan            |                             |
| Cochin Haneefa           | Minnal Pratapan Nair | Buur van Unnikrishnan.      |
| Siddique                 | Reji Menon           | Filiaalmanager van Umadevi. |
| Athira                   | Umadevi              | Vrouw van Unnikishnan.      |
| Devi Chandana            |                      |                             |
| Indrans                  | Madhavan             |                             |
| Jagadish                 | Unnikrishnan         | Man van Umadevi.            |
| Kozhikode Narayanan Nair |                      |                             |
| Ponnamma Babu            | Sulochana            | Buur van Unnikrishnan.      |
| Salim Kumar              | Pushpan              |                             |
| Suma Jayaram             |                      |                             |